# 皮拉尔·坎波伊
玛丽亚·皮拉尔·坎波伊（西班牙語：María Pilar Campoy，1990年10月6日—），阿根廷女子曲棍球运动员。她曾代表阿根廷参加2016年和2024年夏季奥林匹克运动会曲棍球比赛，其中2024年奥运会获得一枚铜牌。